# Clathrina clathrus
Clathrina clathrus är en svampdjursart som först beskrevs av Schmidt 1864.  Clathrina clathrus ingår i släktet Clathrina och familjen Clathrinidae. Inga underarter finns listade i Catalogue of Life.

## Bildgalleri

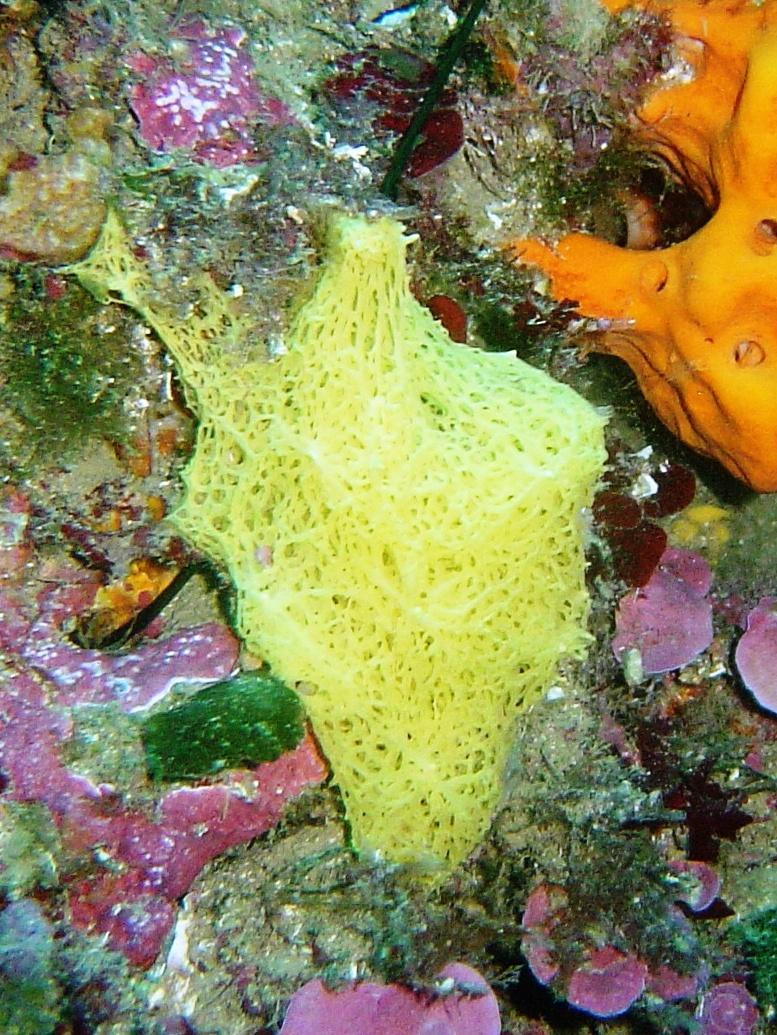
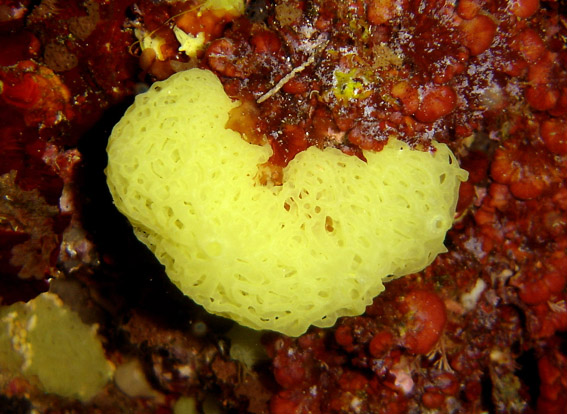